# Cancrisinae
Cancrisinae es una subfamilia de foraminíferos bentónicos cuyos géneros han sido tradicionalmente incluidos en la Subfamilia Baggininae, de la Familia Bagginidae, de la Superfamilia Discorboidea y del Orden Rotaliida. Su rango cronoestratigráfico abarca desde el Senoniense (Cretácico superior) hasta la Actualidad.

## Discusión
Algunas clasificaciones han incluido Cancrisinae en la Familia Cancrisidae.

## Clasificación
Cancrisinae incluye a los siguientes géneros:
- Cancris, también considerada en la Familia Bagginidae.
- Cibicorbis †, también considerada en la Familia Bagginidae.
- Ecuadorota, también considerada en la Familia Bagginidae.
- Valvulineria, también considerada en la Familia Bagginidae.

Otro género considerado en Cancrisinae es:
- Rotalina, aceptado como Cancris.